# Call of Duty: Strike Team
Call of Duty: Strike Team est un jeu vidéo de stratégie en temps réel et de tir à la première personne développé par The Blast Furnace et édité par Activision, sorti en 2013 sur iOS et Android.

## Accueil
- Game Informer : 5/10[1]
- iGN : 6/10[2]